# 27 août 1996
Le mardi 27 août 1996 est le 240e jour de l'année 1996.

## Naissances
- Ariana Washington, athlète américaine
- Darnell Moore, coureur cycliste irlandais
- Estel-Anaïs Hubaud, nageuse synchronisée française
- Fabien Colotti, joueur français de hockey sur glace
- Femke Van den Driessche, coureuse cycliste belge
- Kenny Selmon, athlète américain
- Romane Bruneau, joueur français de football
- Umberto Poli, coureur cycliste italien
- Wang Jianan, athlète chinois, spécialiste du saut en longueur

## Décès
- Agnieszka Kotlarska (née le 15 août 1972), mannequin polonaise, Miss Internationale en 1991
- Greg Morris (né le 27 septembre 1933), acteur américain
- Jacques Matabisi (né le 18 mai 1934), homme politique congolais
- Martin Disler (né le 1er mars 1949), artiste peintre, sculpteur et écrivain suisse
- Wayne D. Overholser (né le 4 septembre 1906), écrivain américain, auteur de roman western

## Événements
- Sortie du film québécois Le Silence des fusils
- Sortie de la chanson E-Bow the Letter de R.E.M.
- Sortie de l'album One in a Million d'Aaliyah
- Sortie de l'album ATLiens d'OutKast
- Sortie de la compilation My Generation: The Very Best of The Who du groupe The Who
- Publication du roman Eureka Street de Robert McLiam Wilson
- Publication du roman Sundborn ou les Jours de lumière de Philippe Delerm